# Adelphobates quinquevittatus
Adelphobates quinquevittatus är en groddjursart som först beskrevs av Franz Steindachner 1864.  Adelphobates quinquevittatus ingår i släktet Adelphobates och familjen pilgiftsgrodor. IUCN kategoriserar arten globalt som livskraftig. Inga underarter finns listade i Catalogue of Life.

## Bildgalleri